# Ispánmező község
Ispánmező község (románul: Comuna Spermezeu) község Beszterce-Naszód megyében, Romániában. Központja Ispánmező, beosztott falvai Dögmező, Helmesaljavölgy, Jávorvölgy, Kisdebrek, Lunca Borlesei, Szita, Síktelep.

## Népessége
A 2011-es népszámlálás adatai alapján a község népessége 3123 fő volt.